# 汪先永
汪先永（1967年7月—），安徽太湖人，中华人民共和国政治人物。

## 生平
1988年5月加入中国共产党，1989年7月，北京师范大学教育系教育管理专业毕业。之后供职于北京市委教育工委。1992年至1994年，担任北京市委教育工委干部处副主任。1994年12月至1998年6月，担任主任。1998年至2007年8月，担任北京市政府办公厅秘书。2007年8月至2008年11月，担任中共北京市委副秘书长、办公厅秘书。2008年11月，担任北京市密云县委书记。2015年12月，担任北京市密云区委书记。2017年3月，担任中共北京市丰台区委书记。2019年5月，其职务由徐贱云接任。其后出任北京市委政法委副书记。